# Albertinische Wasserleitung

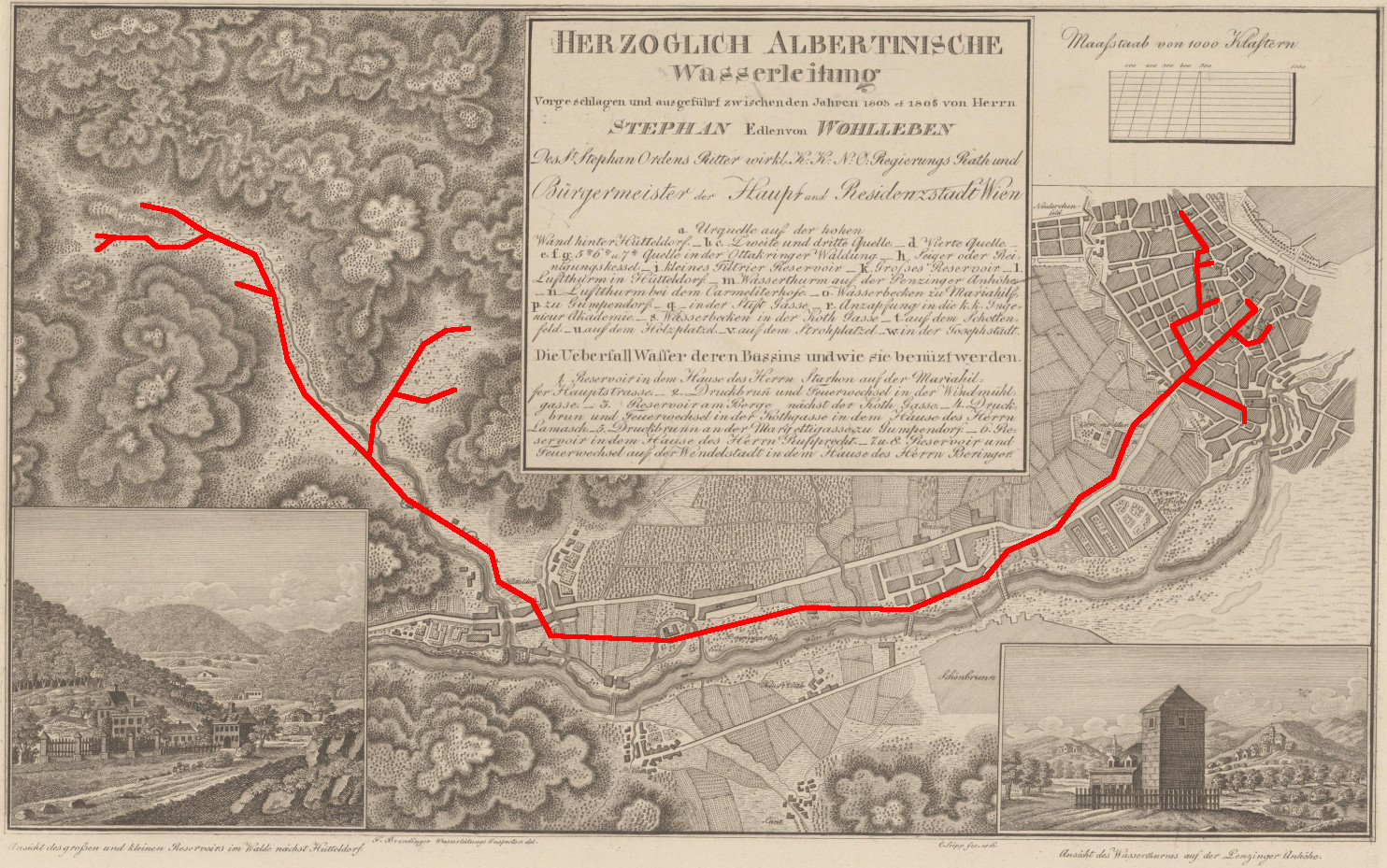
Zeitgenössische Karte mit dem Verlauf der Albertinischen Wasserleitung

Die Albertinische Wasserleitung war das erste Wasserleitungsprojekt in Wien mit weiträumig angelegtem Rohrnetz in der Geschichte der Wiener Wasserversorgung. Sie wurde 1804 fertiggestellt und bis 1890 betrieben.

## Geschichte

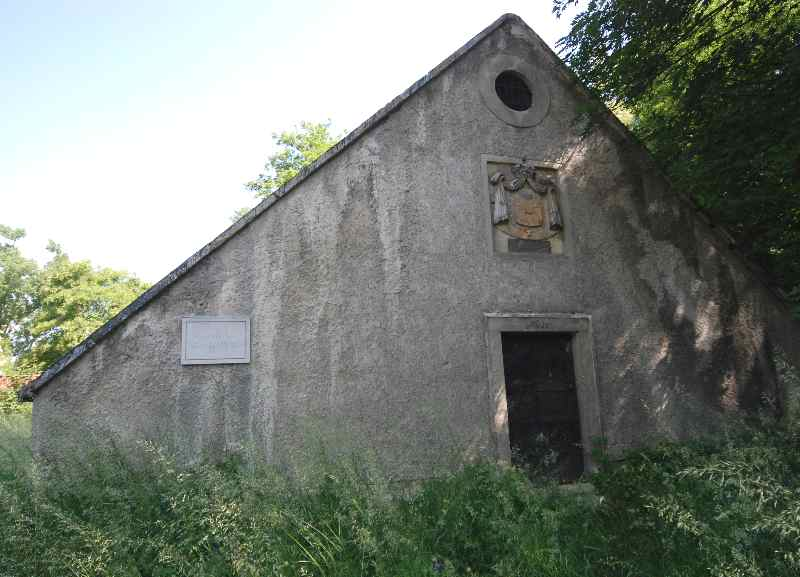
Brunnenstube in der Hüttelbergstraße

Angeregt wurde die Errichtung der Albertinischen Wasserleitung von der 1798 verstorbenen Erzherzogin Maria Christina, einer Tochter von Maria Theresia. Das Angebot ihres verwitweten Ehemannes Albert Kasimir von Sachsen-Teschen wurde im Dezember 1802 von der Niederösterreichischen Regierung angenommen und im Mai 1803 der Stadt-Oberkämmerer Stephan Edler von Wohlleben zum Bauleiter bestimmt. Ende 1804 wurde das 400.000 Gulden teure Bauwerk fertiggestellt.
Im Halterbachtal in Penzing, durch welches heute die Hüttelbergstraße führt, wurden mehrere Quellen erschlossen, Saugkanäle in einer Gesamtlänge von rund 4.000 Klaftern sowie mehrere Brunnen errichtet. Zwischen der heutigen Otto-Wagner-Villa und dem Campingplatz wurde die Brunnenstube errichtet. Von dort aus wurde das Wasser mittels einer doppelten Rohrleitung zu einem Wasserturm auf der Penzinger Anhöhe und von dort durch die Mariahilfer Straße in die heutigen Gemeindebezirke Mariahilf, Neubau und Josefstadt geleitet.
Laut einem Regierungsdekret vom 6. September 1808 wurde die Albertinische Wasserleitung an die Stadthauptmannschaft übergeben und ab dem 30. Oktober 1851 von der Stadt Wien erhalten.
In Betrieb blieb die Wasserleitung auch nach der Eröffnung der Ersten Wiener Hochquellenleitung im Jahr 1873. Erst, um die Zeit des Aufbaues des Leitungsnetzes zu überbrücken und später als Reserve für die Zeiten des Wassermangels, der vor allem während der Wintermonate eintrat. Erst um 1890 wurden die Erhaltungsmaßnahmen eingestellt.
Die ehemalige Brunnenstube – ein niedriger Rechteckbau mit hohem Satteldach und einer mit Eisenplatten beschlagenen Tür in der Giebelwand, welche das albertinische Wappen trägt – in der Hüttelbergstraße 30 wird nach wie vor von der MA 31 – Wiener Wasserwerke erhalten.

## Anschlüsse
An die Bevölkerung abgegeben wurde das Wasser an folgenden öffentlichen Stellen bzw. Plätzen:
- Bassin bei der Kirche in Mariahilf
- Bassin bei der Kirche in Gumpendorf
- Bassin in der Gumpendorfer Straße
- Brunnen in der Windmühlgasse
- Bassin in der Stiftgasse
- Brunnen in der Breite Gasse
- Auslauf in der Stiftskaserne
- Bassin bei der Schottenfelder Kirche
- Bassin in der Neustiftgasse
- Bassin in der Siebensterngasse
- Bassin bei der Piaristenkirche
- Isisbrunnen auf dem Albertplatz

Der letzte erhaltene dieser Brunnen ist der achteckige Isisbrunnen auf dem Albertplatz in der Josefstadt. Der einzige gusseiserne Brunnen der Stadt wurde in den Graf Salm´schen Eisenwerken in Blansko bei Brünn gefertigt.